# Colón Centro y Noroeste
Colón (castellà: Villa Colón) és un barri del nord de la ciutat de Montevideo, capital de l'Uruguai. En els seus orígens va ser una localitat a part de Montevideo. Amb el pas del temps però, la zona es va integrar a la ciutat en qualitat de barri.
El barri va ser fundat a mitjan segle xix per Perfecto Giot, un francès emigrat a l'Uruguai. Giot va dissenyar els carrers, les avingudes i les places a l'estil del Parc Monceau de París.

## Galeria

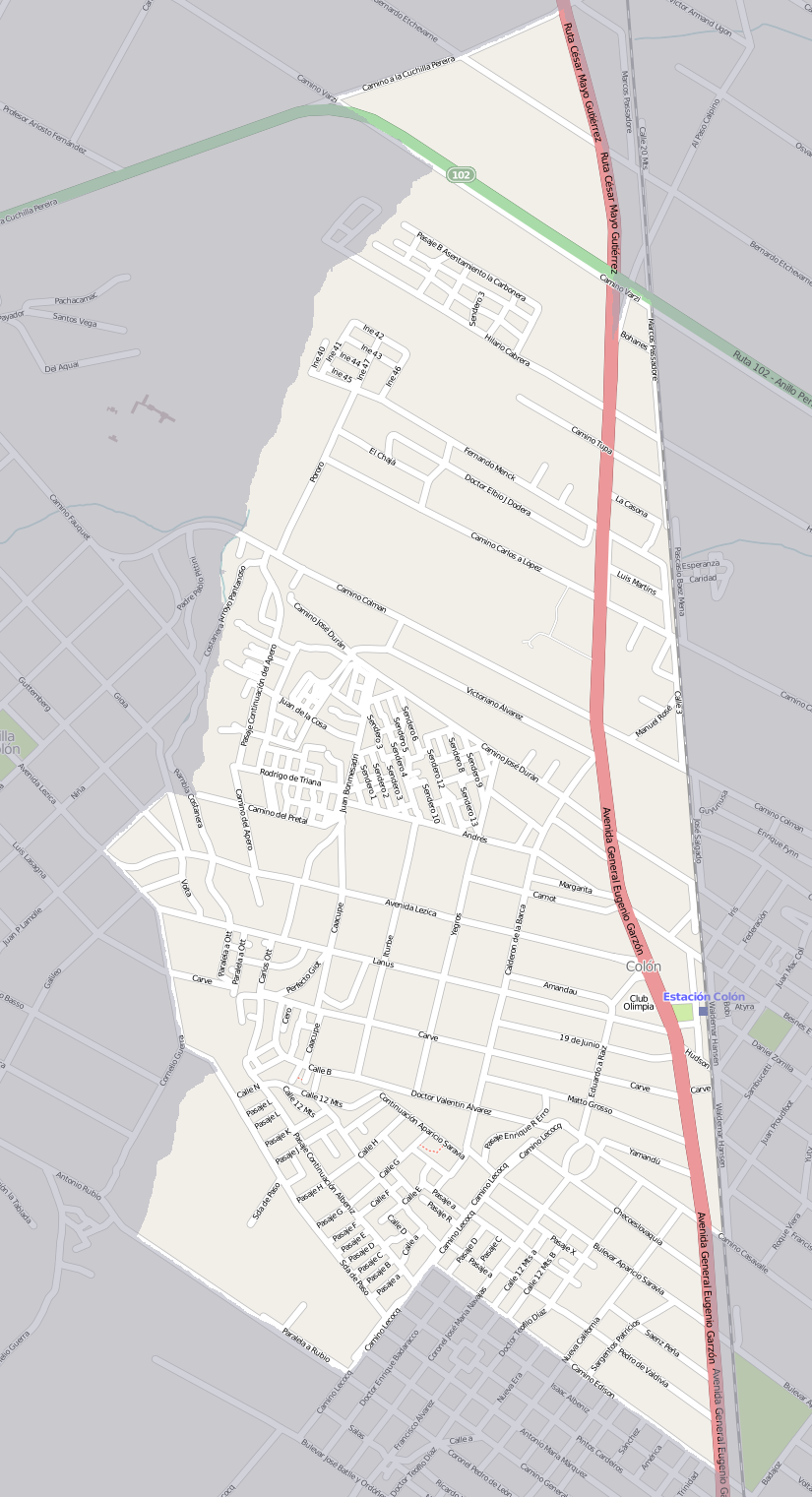
Mapa del barri.